# Tiếng Ga
Tiếng Ga là một ngôn ngữ Kwa được nói ở Ghana (khu vực thủ đô Accra). Nó có sự phân biệt âm vị giữa 3 độ dài nguyên âm.

## Phân loại
Tiếng Ga thuộc ngữ hệ Niger-Congo. Nó liên quan rất chặt chẽ với tiếng Adangme và cùng nhau tạo thành nhánh Ga-Dangme trong nhóm ngôn ngữ Kwa.
Tiếng Ga là ngôn ngữ chính của người Ga, một nhóm dân tộc của Ghana.

## Phân bố địa lý
Tiếng Ga được nói ở khu vực thủ đô Accra, đông nam Ghana. Nó có tương đối ít các phương ngữ. Mặc dù tiếng Anh là ngôn ngữ chính thức của Ghana, tiếng Ga là một trong 16 ngôn ngữ mà Cục Ngôn ngữ Ghana xuất bản tài liệu.

## Hệ thống chữ viết
Tiếng Ga được viết lần đầu tiên vào khoảng năm 1764, bởi Christian Jacob Protten (1715-1769), con trai của một người lính Đan Mạch và một phụ nữ Ga. Protten là một nhà truyền giáo và nhà giáo dục Moravian người Bờ biển vàng Âu-Phi ở thế kỷ 18. Vào giữa những năm 1800, nhà truyền giáo Đức, Johannes Zimmermann (1825-1876), với sự hỗ trợ của các nhà sử học Gold Coast, Carl Christian Reindorf (1834-1917) và những người khác, làm việc rộng rãi về ngữ pháp của ngôn ngữ, xuất bản một cuốn từ điển và dịch toàn bộ Kinh thánh ra ngôn ngữ Ga. Bảng chữ cái đã được sửa đổi một số lần kể từ năm 1968, với đánh giá gần đây nhất vào năm 1990.
Hệ thống chữ viết là một bảng chữ cái dựa trên bảng chữ cái Latinh và có 26 chữ cái. Nó có ba ký hiệu chữ cái thêm vào tương ứng với các ký hiệu IPA. Ngoài ra còn có mười một âm đôi và hai âm ba. Độ dài nguyên âm được biểu thị bằng cách nhân đôi hoặc nhân ba kí tự nguyên âm, ví dụ 'a', 'aa' và 'aaa'. Thanh điệu không được biểu thị. Âm mũi được đại diện sau phụ âm âm miệng, nơi nó phân biệt giữa các cặp đối lập tối thiểu.
Bảng chữ cái Ga gồm: Aa, Bb, Dd, Ee, Ɛɛ, Ff, Gg, Hh, Ii, Jj, Kk, Ll, Mm, Nn, Ŋŋ, Oo, Ɔɔ, Pp, Rr, Ss, Tt, Uu, Vv, Ww, Yy, Zz
Các chữ cái sau đây biểu thị các âm thanh không tương ứng với cùng một chữ cái với ký hiệu IPA (ví dụ: B đại diện cho /b/):
- J j - /d͡ʒ/
- Y y - /j/

Âm đôi và âm ba:
- Gb gb - /ɡb/
- Gw gw - /ɡʷ/
- Hw hw - /hʷ/
- Jw jw - /d͡ʒʷ/
- Kp kp - /kp/
- Kw kw - /kʷ/
- Ny ny - /ɲ/
- M m - /ŋm/
- Ŋw w - [ŋʷ] (một tha âm hơn là âm vị)
- Sh sh - /ʃ/
- Ts ts - /t͡ʃ/
- Shw shw - /ʃʷ/
- Tsw tsw - /t͡ʃʷ/